# Équilibre des puissances
Ne pas confondre avec Équilibre des puissances en Europe.
Pour les articles homonymes, voir Équilibre et Puissance.
« Balance of power » redirige ici. Pour les autres significations, voir Balance of Power.
L'équilibre des puissances (traduction de balance of power) est un concept central de la théorie réaliste des relations internationales. Dans un système d'équilibre de la puissance, les États choisissent de se ranger aux côtés du plus fort (bandwagoning) ou tentent d'équilibrer celui-ci en se coalisant (balancing).
La théorie de l’équilibre des puissances suggère que la sécurité nationale est accrue lorsque la capacité militaire est répartie de telle sorte qu’aucun État n’est assez fort pour dominer tous les autres. Si un État devient beaucoup plus puissant que d’autres, la théorie prédit qu'il tirera profit de sa force et attaquera ses voisins plus faibles et contribuera ainsi à provoquer la formation d’une coalition de défense parmi les États menacés. Pour certains réalistes, cette hypothèse se révélerait plus stable puisqu’une manœuvre d’agression aurait peu d’intérêt et serait évitée si un équilibre des relations de pouvoir se forme entre les coalitions rivales.
L'équilibre des puissances désigne le rapport d'équilibre se formant lorsque plusieurs puissances nationales, plus ou moins égales, entrent en compétition. Cette compétition empêche une puissance de prendre le dessus sur une autre.
L'Europe du Congrès de Vienne au début du XIXe siècle et la période de la Guerre froide (pendant laquelle les États-Unis et l'Union soviétique sont en compétition dans plusieurs domaines et les actions d'une puissance contrecarraient celles de l'autre) sont des exemples d'équilibre des puissances.
Pour certains observateurs comme Hubert Védrine, avec la disparition de leur rival, les États-Unis sont passés du statut de superpuissance à celui d'hyperpuissance.